# Kamita Jun
Jun Kamita (sinh ngày 17 tháng 1 năm 1992) là một cầu thủ bóng đá người Nhật Bản.

## Sự nghiệp câu lạc bộ
Jun Kamita đã từng chơi cho Vissel Kobe và Gainare Tottori.